# صموئيل روبلس
صموئيل روبلس (بالإسبانية: Samuel Robles)‏ هو موزع وملحن بنمي، ولد في 20 يونيو 1974 في بنما.

## وصلات خارجية
- الموقع الرسمي